# Rhoicissus digitata
Rhoicissus digitata är en vinväxtart som först beskrevs av Carl von Linné d.y., och fick sitt nu gällande namn av Gilg & Brandt. Rhoicissus digitata ingår i släktet Rhoicissus och familjen vinväxter. Inga underarter finns listade i Catalogue of Life.